# Dragon Legend
Dragon Legend (chinesisch: 传奇飞龙) in Romon U-Park (Ningbo, Zhejiang, Volksrepublik China) ist eine Stahlachterbahn vom Modell Flying Launch Coaster des Herstellers Maurer Rides, die am 19. Juni 2015 eröffnet wurde. Sie ist nach Freischütz im Bayern-Park die zweite Achterbahn des Modells Flying Launch Coaster.
Auf der 590 m langen Strecke werden die Züge innerhalb von zwei Sekunden von 0 auf 85 km/h beschleunigt und werden 5 g ausgesetzt. Außerdem verfügt die Bahn über drei Inversionen: einen Inside-Top-Hat, einen Looping, sowie eine Heartline-Roll. Auf der Strecke ist keine Schlussbremse im eigentlichen Sinne verbaut. Stattdessen dienen die LSM-Module, die den Zug zu Beginn beschleunigt haben, zum Abbremsen und sie schieben danach den Zug zurück in die Station.